# Pfaffenhoffen
Pfaffenhoffen korábbi község Franciaországban, Bas-Rhin megyében. Lakosainak száma 2680 fő (2018. január 1.). Pfaffenhoffen Schalkendorf községgel határos.
2016. január 1-jén Uberach és La Walck korábbi községgel egyesült és az így létrejött Val-de-Moder új község része lett.

## Népesség
A település népességének változása:
| Lakosok száma | 1802 | 2098 | 2306 | 2285 | 2468 | 2753 | 2794 | 5071 | 2700 | 2680 |
|               | 1962 | 1968 | 1975 | 1990 | 1999 | 2008 | 2013 | 2016 | 2017 | 2018 |